# Porothamnium baculiferum
Porothamnium baculiferum är en bladmossart som beskrevs av Brotherus 1925. Porothamnium baculiferum ingår i släktet Porothamnium och familjen Neckeraceae. Inga underarter finns listade i Catalogue of Life.